# Tư Nghĩa
Tư Nghĩa là một huyện đồng bằng thuộc tỉnh Quảng Ngãi, Việt Nam.

## Địa lý
Huyện Tư Nghĩa nằm ở trung tâm tỉnh Quảng Ngãi, có vị trí địa lý:
- Phía đông giáp thành phố Quảng Ngãi và huyện Mộ Đức
- Phía tây giáp huyện Sơn Hà
- Phía nam giáp các huyện Mộ Đức (ranh giới là sông Vệ), Nghĩa Hành và Minh Long
- Phía bắc giáp huyện Sơn Tịnh (ranh giới là sông Trà Khúc) và thành phố Quảng Ngãi.

Trước năm 2013, huyện Tư Nghĩa còn giáp biển Đông, nhưng sau khi điều chỉnh địa giới để mở rộng thành phố Quảng Ngãi năm 2013, huyện Tư Nghĩa không còn giáp biển. Huyện có diện tích 206,3 km², dân số năm 2019 là 128.661 người, mật độ dân số đạt 624 người/km². Trong đó dân số thành thị là 16.511 người, dân số nông thôn là 112.150 người.
Đây cũng là địa phương có tuyến Đường cao tốc Đà Nẵng – Quảng Ngãi đi qua và có dự án Đường cao tốc Quảng Ngãi – Hoài Nhơn đi qua đang được xây dựng.

## Hành chính
Huyện Tư Nghĩa có 13 đơn vị hành chính cấp xã trực thuộc, gồm 2 thị trấn: La Hà (huyện lỵ), Sông Vệ và 11 xã: Nghĩa Điền, Nghĩa Hiệp, Nghĩa Hòa, Nghĩa Kỳ, Nghĩa Lâm, Nghĩa Phương, Nghĩa Sơn, Nghĩa Thắng, Nghĩa Thuận, Nghĩa Thương, Nghĩa Trung.

## Lịch sử
Sau năm 1975, huyện Tư Nghĩa được sáp nhập với thị xã Quảng Ngãi thành thị xã Quảng Nghĩa thuộc tỉnh Nghĩa Bình.
Ngày 24 tháng 8 năm 1981, huyện Tư Nghĩa được tái lập, gồm 11 xã: Nghĩa An, Nghĩa Điền, Nghĩa Hà, Nghĩa Hiệp, Nghĩa Hòa, Nghĩa Kỳ, Nghĩa Lâm, Nghĩa Phương, Nghĩa Thắng, Nghĩa Thương và Nghĩa Trung.
Ngày 29 tháng 10 năm 1983, chia xã Nghĩa An thành 2 xã: Nghĩa An và Nghĩa Phú.
Ngày 12 tháng 3 năm 1987, chia xã Nghĩa Trung thành 2 đơn vị hành chính: xã Nghĩa Trung và thị trấn La Hà.
Ngày 30 tháng 6 năm 1989, tỉnh Quảng Ngãi được tái lập từ tỉnh Nghĩa Bình, huyện Tư Nghĩa thuộc tỉnh Quảng Ngãi.
Ngày 22 tháng 2 năm 1991: 
- Chia xã Nghĩa Phương thành ba đơn vị hành chính: xã Nghĩa Phương, xã Nghĩa Mỹ và thị trấn Sông Vệ
- Chia xã Nghĩa Lâm thành 2 xã: Nghĩa Lâm và Nghĩa Sơn
- Chia xã Nghĩa Thắng thành 3 xã: Nghĩa Thắng, Nghĩa Thọ và Nghĩa Thuận.

Ngày 12 tháng 12 năm 2013, chuyển 3 xã Nghĩa An, Nghĩa Hà, Nghĩa Phú về thành phố Quảng Ngãi quản lý.
Huyện Tư Nghĩa còn lại 2 thị trấn: La Hà, Sông Vệ và 13 xã: Nghĩa Điền, Nghĩa Hiệp, Nghĩa Hòa, Nghĩa Kỳ, Nghĩa Lâm, Nghĩa Mỹ, Nghĩa Phương, Nghĩa Sơn, Nghĩa Thắng, Nghĩa Thọ, Nghĩa Thuận, Nghĩa Thương, Nghĩa Trung.
Ngày 1 tháng 2 năm 2020, sáp nhập xã Nghĩa Thọ trở lại xã Nghĩa Thắng.
Ngày 1 tháng 1 năm 2025, giải thể xã Nghĩa Mỹ, địa bàn sáp nhập vào xã Nghĩa Phương và thị trấn Sông Vệ.
Huyện Tư Nghĩa có 2 thị trấn và 11 xã như hiện nay.

## Kinh tế
Kinh tế ở huyện là thuần nông cộng với đánh bắt hải sản và tiểu thủ công nghiệp. Huyện đang phát triển cụm công nghiệp làng nghề La Hà.

## Du lịch
Huyện có núi Phú Thọ và Cổ lũy cô thôn với các thành lũy văn hóa Chăm Pa (Thành Bàn Cờ, Thành hòn Yàng). Thắng cảnh núi Phú Thọ và Cổ lũy cô thôn đã được Bộ Văn hóa thông tin và truyền thông xếp hạng. La Hà thạch trận với những phiến đá trên ngọn đồi khi có gió thổi thoát ra những tiếng như những cuộc giao chiến.
Huyện có Chùa Ông Thu Xà là tên gọi dân gian, tên chữ Hán là "Quan Thánh Tự", được người Hoa tại Quảng Ngãi xây dựng vào thế kỷ 18 nằm trên địa bàn thị tứ Thu Xà, xã Nghĩa Hòa. Chùa vẫn được bảo tồn và hiện nay là di tích quốc gia.
Phố cổ Thu Xà cũng là một thương cảng lớn của miền Trung và sầm uất chỉ sau thương cảng Hội An, do chiến tranh tàn phá (năm 1974) và sự hủy hoại của thiên nhiên với việc dòng sông Vệ đổi dòng nên làm giảm vai trò của cảng thị và phố cổ.
Đặc sản của huyện và của tỉnh Quảng Ngãi là don, được các ngư dân ven sông Trà Khúc đánh bắt. Công trình thủy lợi Thạch Nham tại đây cũng là điểm du lịch quen thuộc ở Quảng Ngãi.
Khu du lịch suối nước nóng Nghĩa Thuận (còn gọi là Tư Thuận) đang được đầu tư xây dựng với sự hỗ trợ của Tổng cục du lịch Việt Nam. Năm 2003, Tổng cục du lịch Việt Nam hỗ trợ 13 tỷ đồng nhằm xây dựng tuyến đường vào suối nước khoáng này và ngày 30 tháng 9 năm 2007, UBND tỉnh Quảng Ngãi đã đồng ý về chủ trương cho phép Tập đoàn than và khoáng sản Việt Nam đầu tư vào khu du lịch này.
Ngày 19 tháng 7 năm 2007 UBND tỉnh đã đồng ý về nguyên tắc cho Công ty Cổ phần đầu tư và xây dựng Thiên Tân (chủ đầu tư khu biệt thự, village nam sông Trà Khúc - thương hiệu đoạt giải Sao vàng đất Việt năm 2005) đầu tư Dự án Khu du lịch sinh thái Suối Mơ kết hợp với trồng rừng trên diện tích khoảng 400 ha thuộc địa bàn 3 xã: Nghĩa Kỳ, Nghĩa Thuận và Nghĩa Thọ, huyện Tư Nghĩa.